# 金賈區
金賈區是非洲中部國家烏干達的111個區之一，由東部區負責管轄，首府是金賈，海拔高度1,200米，距離首都坎帕拉約44公里，主要的經濟產業是農業，2010年人口估計為491,000。

## 外部連結
- Jinja District Information Portal

00°36′N 33°12′E / 0.600°N 33.200°E